# آرثر دونالدسون
آرثر دونالدسون (بالسويدية: Arthur Donaldson)‏ هو مغني وممثل سويدي، ولد في 5 أبريل 1869 في Norsholm ‏ في السويد، وتوفي في 28 سبتمبر 1955 في لونغ آيلند في الولايات المتحدة.

## وصلات خارجية
- آرثر دونالدسون على موقع IMDb (الإنجليزية)
- آرثر دونالدسون على موقع قاعدة بيانات برودواي على الإنترنت (الإنجليزية)
- آرثر دونالدسون على موقع قاعدة بيانات الأفلام السويدية (السويدية)
- آرثر دونالدسون على موقع قاعدة بيانات الفيلم (الإنجليزية)